# イ・ドンウク
イ・ドンウク（漢:李棟旭、韓:이동욱、英:Lee Dong-wook、1981年11月6日 - ）は、韓国の俳優。STARSHIPエンターテインメント（キングコング by STARSHIP）所属。中部大学校言論放送芸術学部中退。
家族構成は両親、妹。趣味はスポーツ。合気道2段。

## 来歴
MBCベスト劇場『道の外にも世界はある』でデビュー後、数多くの作品で活躍している。日本でも人気があり、2007年8月19日には東京で日本初のファンミーティングが行われた。2002年放送のドラマ『Loving You』（KBS）ではパク・ヨンハの弟役を演じた。長身と端整な顔立ちから、俳優としてだけでなくモデルとしても活躍している。
2009年8月24日に現役入隊し、芸能兵（広報院 国防広報支援隊員）として活動。2011年6月20日に除隊。

## 出演

### テレビドラマ
- 訓手（1999年、KBS）
- 道の外にも世界はある（1999年、MBC） - イ・ソンジュン 役
- 学校2（2000年、KBS） - イ・ガンサン 役
- 秘密（2000年、MBC） - カン・ヒョンス 役
- コルベンイ（2001年、SBS） - イ・ドンウク 役
- 純情（2001年、KBS） - チャン・ホグ 役
- 学校3（2001年、KBS） - イ・ガンサン 役
- 夢見る家族（2001年、KBS） - ホンチャン 役
- かくれんぼ（2001年、KBS） - ハン刑事 役
- 四姉妹物語（2001年、MBC） - イ・ハンス 役
- どうにも止まらない（2001年、SBS） - パク・ソンジン 役
- 愛があるから（2001年-2002年、KBS） - イ・ジェヒョン 役
- ぴったり、よし!（2002年、SBS） - イ・ドンウク 役
- レッツゴー（2002年、SBS） - イ・ドンウク 役
- Loving You（2002年、KBS） - イ・ミン 役
- 天国より嬉しい（2002年、KBS） - パク・チュニョン 役
- 酒の国（2003年、SBS） - ソン・ドンイル 役
- メリーゴーランド（2003年、MBC） - パク・ソンピョ 役
- 真っ直ぐ生きろ（2003年、SBS） - イ・ドンウク 役
- 島の村の先生（2004年、SBS） - チャン・ジェドゥ 役
- 拝啓、ご両親様（2004年、KBS） - アン・ジョンファン 役
- ハノイの花嫁（2005年、SBS） - パク・ウヌ 役
- マイガール（2005年-2006年、SBS） - ソル・ゴンチャン 役
- 甘い人生（2008年、MBC） - イ・ジュンス 役
- パートナー（2009年、KBS） - イ・テジョ 役
- 女の香り（2011年、SBS） - カン・ジウク 役[3]
- 乱暴なロマンス（2012年、KBS） - パク・ムヨル 役[4]
- 天命（2013年、KBS） - チェ・ウォン 役
- ホテルキング（2014年、MBC） - チャ・ジェワン 役
- アイアンマン～君を抱きしめたい（2014年、KBS） - チュ・ホンビン 役
- 風船ガム（2015年、tvN） - パク・リファン 役
- トッケビ〜君がくれた愛しい日々〜（2016年-2017年、tvN） - 死神 役
- ライフ（2018年、JTBC） - イェ・ジヌ 役
- 恋愛ワードを入力してください〜Search WWW〜（2019年）- カメオ出演
- 真心が届く〜僕とスターのオフィス・ラブ!?〜（2019年、tvN） - クォン・ジョンロク 役
- 他人は地獄だ（2019年、OCN） - ソ・ムンジュ 役
- 九尾狐伝〜不滅の愛〜（2020年、tvN） - イ・ヨン 役
- バッド・アンド・クレイジー（2021年、tvN）- リュ・スヨル 役
- 九尾狐伝1938（2023年、tvN） - イ・ヨン 役
- 殺し屋たちの店（2024年、Disney+） - チョン・ジンマン 役
- 離婚保険（2025年、tvN） - ノ・ギジュン 役

### 映画
- アラン-阿娘-（2006年） - イ・ヒョンギ 役
- 最強ロマンス（2007年） - カン・ジェヒョク 役
- その男の本198ページ（2008年） - キム・ジュンオ 役
- テンジャン/みそ（2010年） - キム・ヒョンス 役
- ビューティー・インサイド（2015年） - キム・ウジン 役
- ハッピーニューイヤー （2021年）- ヨンジン 役
- シングル・イン・ソウル（2022年） - ヨンホ 役
- ハルビン（2024年） - イ・チャンソプ 役

### その他
- 強心臓（2012年 - 2013年、SBS） - MC[5]
- ルームメイト（2014年、SBS）
- ザ・ボディショー3/マイ・ボディガード（2016年、On Style）
- PRODUCE X 101（2019年、Mnet） - 国民プロデューサー代表
- イ・ドンウクはトークがしたくて（2019年-2020年）
- バラドンバダ（2021年）

## 受賞・ノミネート
| 年度 | 授賞式                                          | 部門                                   | 作品               | 結果       |
| ---- | ----------------------------------------------- | -------------------------------------- | ------------------ | ---------- |
| 1999 | V-NESS選抜大会大賞                              | 大賞                                   | N/A                | 受賞       |
| 2001 | 第9回韓国最高人気芸能大賞                       | 新世代演技者賞                         | N/A                | 受賞       |
| 2002 | 第10回韓国最高人気芸能大賞                      | 放送部門 新人賞                        | 『Loving You』     | 受賞       |
| 2003 | SBS演技大賞                                     | ニュース大賞                           | 『酒の国』         | 受賞       |
| 2003 | SBS演技大賞                                     | 助演賞                                 | 『酒の国』         | ノミネート |
| 2007 | 第1回大韓民国映画演技大賞                       | 男性新人賞                             | 『最強ロマンス』   | ノミネート |
| 2009 | KBS演技大賞                                     | ミニシリーズ部門 男性優秀演技賞        | パートナー         | ノミネート |
| 2011 | 第8回中国コスモポリタン・ビューティー・アワード | アジアで最も魅力がある男性俳優賞       | N/A                | 受賞       |
| 2011 | 第18回韓日文化大賞                              | 文化 部門 大賞                         | N/A                | 受賞       |
| 2011 | SBS演技大賞                                     | 10代スター賞                           | 『女の香り』       | 受賞       |
| 2011 | SBS演技大賞                                     | 連続ドラマ部門 男性最優秀演技賞        | 『女の香り』       | 受賞       |
| 2012 | SBS演技大賞                                     | MC部門 新人賞                          | 『強心臓』         | 受賞       |
| 2012 | SBS演技大賞                                     | ベストカップル賞 (with シン・ドンヨプ) | 『強心臓』         | 受賞       |
| 2012 | KBS演技大賞                                     | ミニシリーズ部門 男性優秀演技賞        | 『乱暴なロマンス』 | ノミネート |
| 2013 | PC LADY&土豆時尚大獎                            | アジアファッションスター賞             | N/A                | 受賞       |
| 2013 | KBS演技大賞                                     | 中編ドラマ部門 男性優秀演技賞          | 『天命』           | ノミネート |
| 2014 | 第9回アジアモデル授賞式                         | ファッショニスタ賞                     | N/A                | 受賞       |
| 2014 | 第3回APAN STAR AWARDS                           | 短編ドラマ 男性最優秀演技賞            | 『ホテルキング』   | ノミネート |
| 2014 | MBC演技大賞                                     | 特別企画部門 男性最優秀演技賞          | 『ホテルキング』   | ノミネート |
| 2017 | 2017 セレブズピック・ファッショニスタ・アワード | グローバルアイコン部門                 | N/A                | ノミネート |
| 2017 | 第5回ドラマフィーバーアワード                   | 男優助演賞                             | 『トッケビ』       | 受賞       |
| 2017 | 第10回コリア・ドラマ・アワード                  | 男性最優秀演技賞                       | 『トッケビ』       | ノミネート |
| 2018 | 第13回Soompi Awards                             | 男優助演賞                             | 『トッケビ』       | 受賞       |
| 2018 | 第6回APAN STAR AWARDS                           | 中編ドラマ部門 男性最優秀演技賞        | 『ライフ』         | ノミネート |
| 2018 | 第6回APAN STAR AWARDS                           | 男性Kスター人気賞                      | 『ライフ』         | ノミネート |